# روبرت ستانارد
روبرت ستانارد (بالإنجليزية: Robert Stannard) (و. 1998  م) هو راكب دراجة هوائية من نيوزيلندا، وأستراليا، ولد في سيدني.

## سجل الفوز

### سباقات أو مراحل فاز بها
| التاريخ        | السباق                                              | المركز                                                                   |
| -------------- | --------------------------------------------------- | ------------------------------------------------------------------------ |
| 13 فبراير 2015 | 2015 Oceania Road Cycling Championships Men U19 ITT |                                                                          |
| 14 فبراير 2015 | 2015 Oceania Road Cycling Championships Men U19 RR  |                                                                          |
| 03 مارس 2016   | 2016 Oceania Road Cycling Championships Men U19 ITT |                                                                          |
| 04 مارس 2016   | 2016 Oceania Road Cycling Championships Men U19 RR  |                                                                          |
| 29 يناير 2017  | غرافل آند تار 2017                                  | الفائز في التصنيف العام                                                  |
| 01 يناير 2018  | طواف إيطاليا للدراجات تحت 23 سنة 2018               | الأول في تصنيف النقاط، الثاني في تصنيف أفضل شاب، الثالث في التصنيف العام |
| 21 يناير 2018  | طواف نيوزيلندا الكلاسيكي 2018                       | الأول في تصنيف أفضل شاب، الثالث في التصنيف العام، السادس في تصنيف الجبال |
| 27 يناير 2018  | غرافل آند تار 2018                                  | التاسع في التصنيف العام                                                  |
| 02 أبريل 2018  | 2018 Giro del Belvedere                             | الفائز في التصنيف العام                                                  |
| 07 أبريل 2018  | روند فان فلانديرن بيلوفتن 2018                      | الثالث في التصنيف العام                                                  |
| 01 مايو 2018   | طواف دي بريتاجن 2018                                | السابع في تصنيف النقاط، التاسع في التصنيف العام                          |
| 19 سبتمبر 2020 | جيرو أبنينس 2020                                    |                                                                          |
| 27 يوليو 2022  | طواف الوني 2022                                     | الفائز في التصنيف العام                                                  |

## روابط خارجية
- روبرت ستانارد على موقع الاتحاد الدولي للدراجات (الإنجليزية)
- روبرت ستانارد على موقع أرشيف الدراجات (الإنجليزية)
- روبرت ستانارد على موقع إحصائيات الدراجات الإحترافية (الإنجليزية)
- روبرت ستانارد على موقع نسبة الدراجات (الإنجليزية)